# Cellana
Cellana är ett släkte av snäckor. Cellana ingår i familjen Nacellidae.
Kladogram enligt Catalogue of Life:
| Cellana | \| \| Cellana sandwicensis \| \| \| \| \| \| Cellana talcosa \| \| \| \| |
|         | \| \| Cellana sandwicensis \| \| \| \| \| \| Cellana talcosa \| \| \| \| |
|         | Nacella                                                                  |
|         |                                                                          |
|         | Cellana sandwicensis                                                     |
|         |                                                                          |
|         | Cellana talcosa                                                          |
|         |                                                                          |

|  | Cellana sandwicensis |
|  |                      |
|  | Cellana talcosa      |
|  |                      |

## Bildgalleri

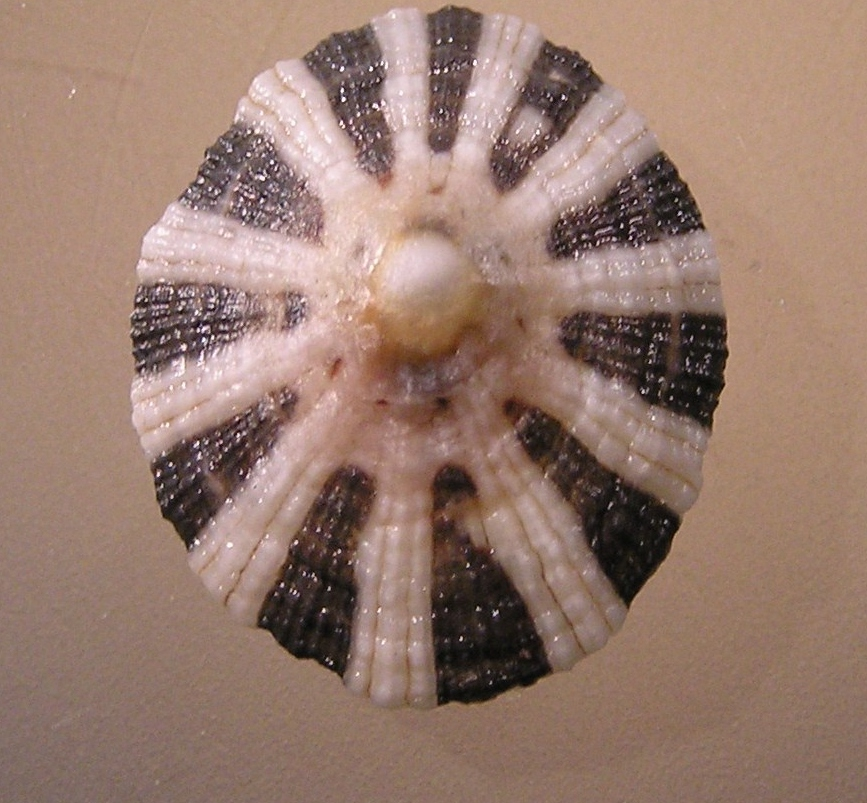
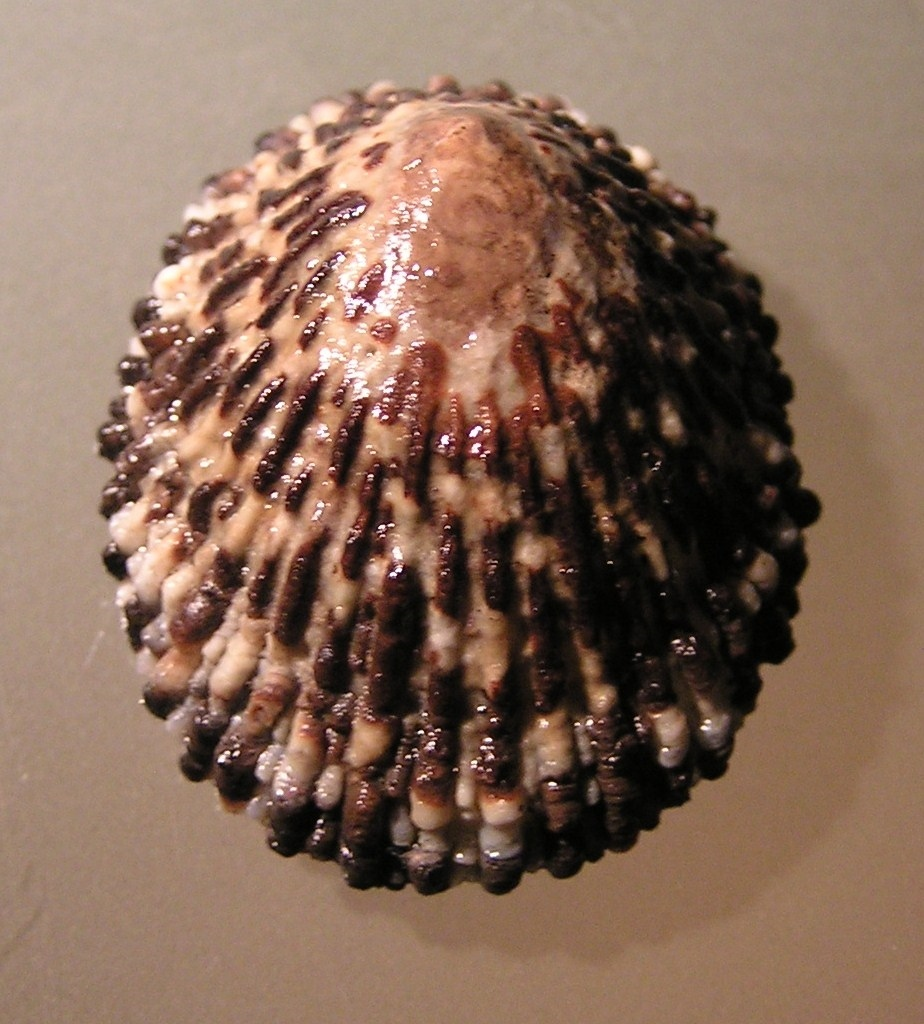
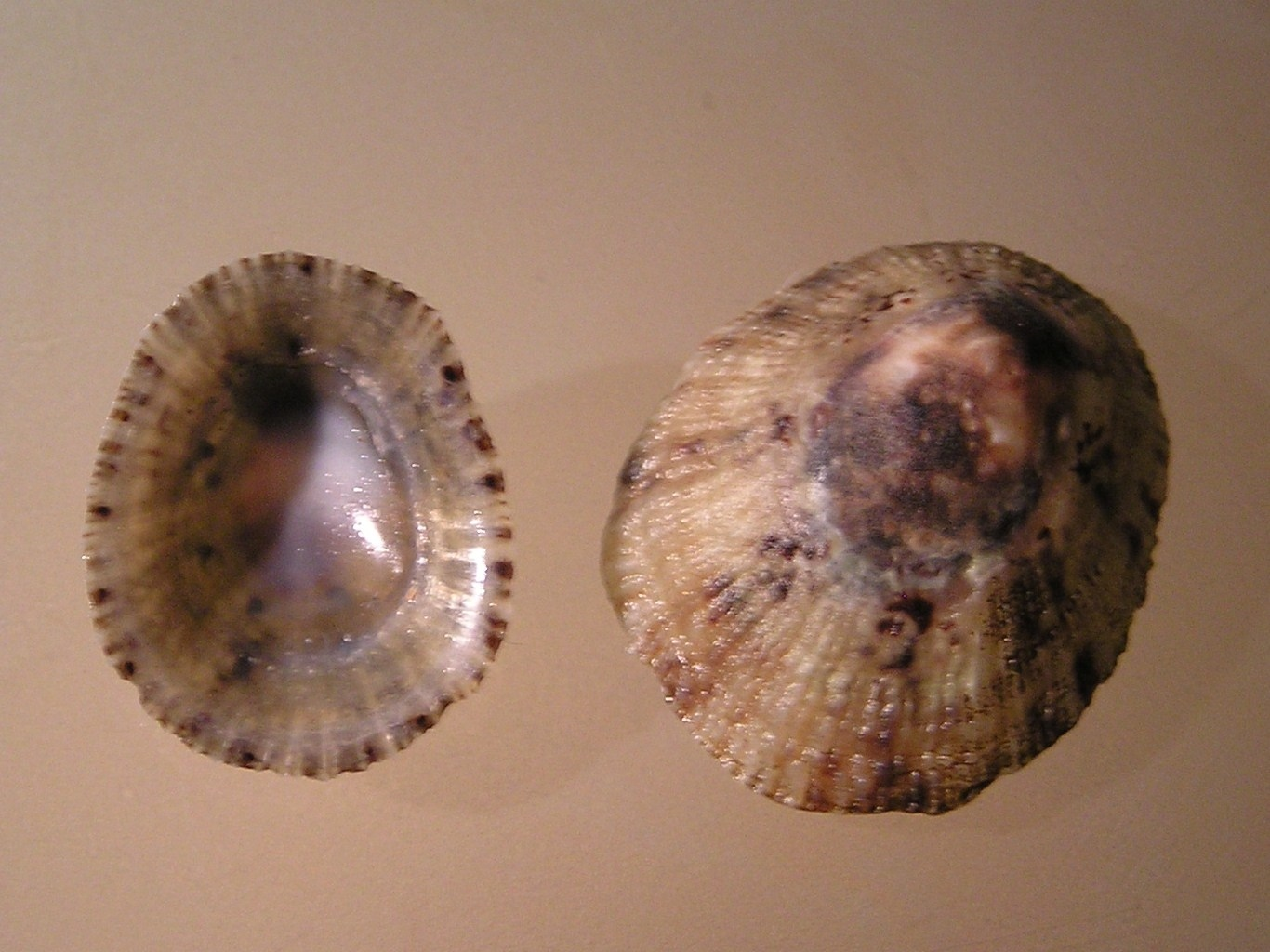
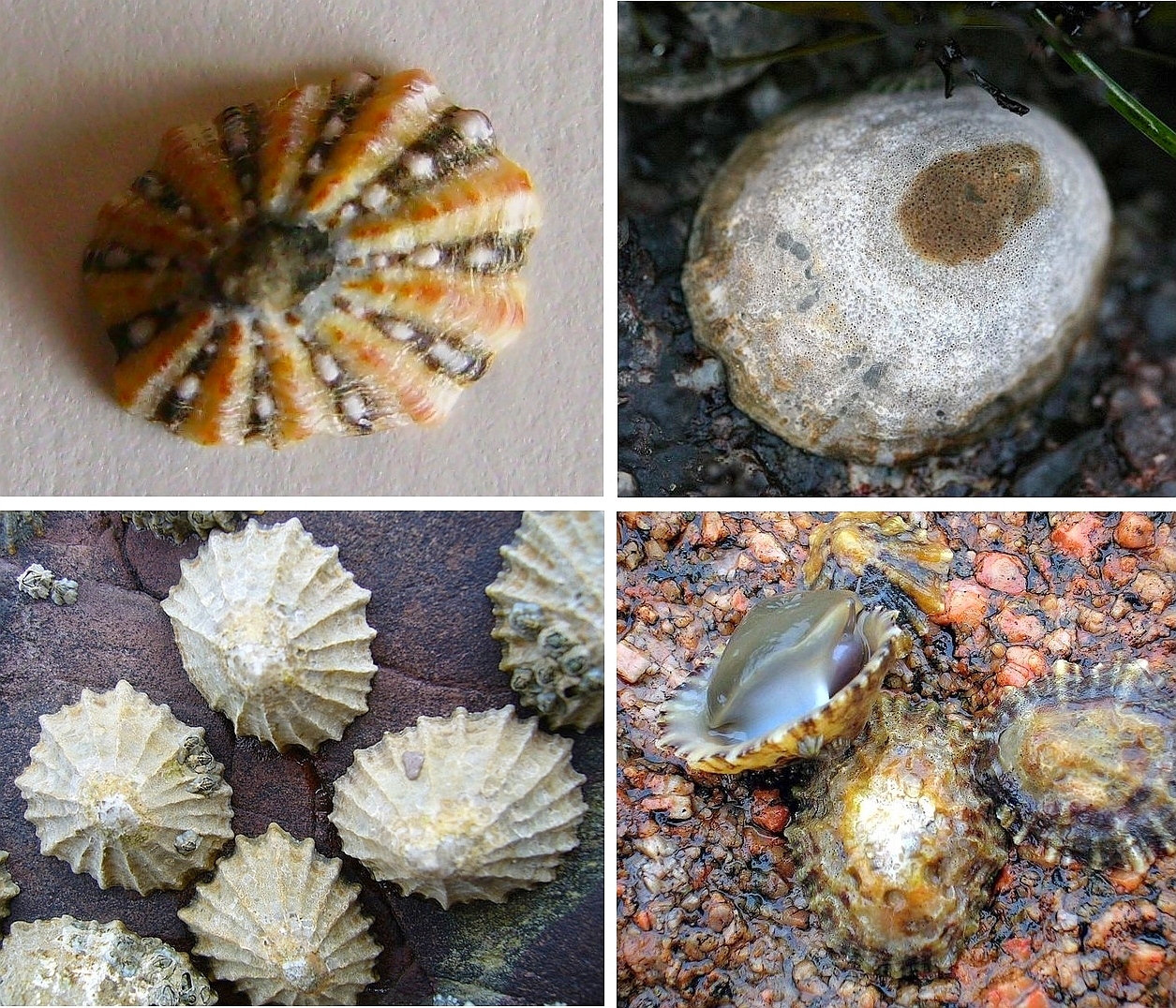
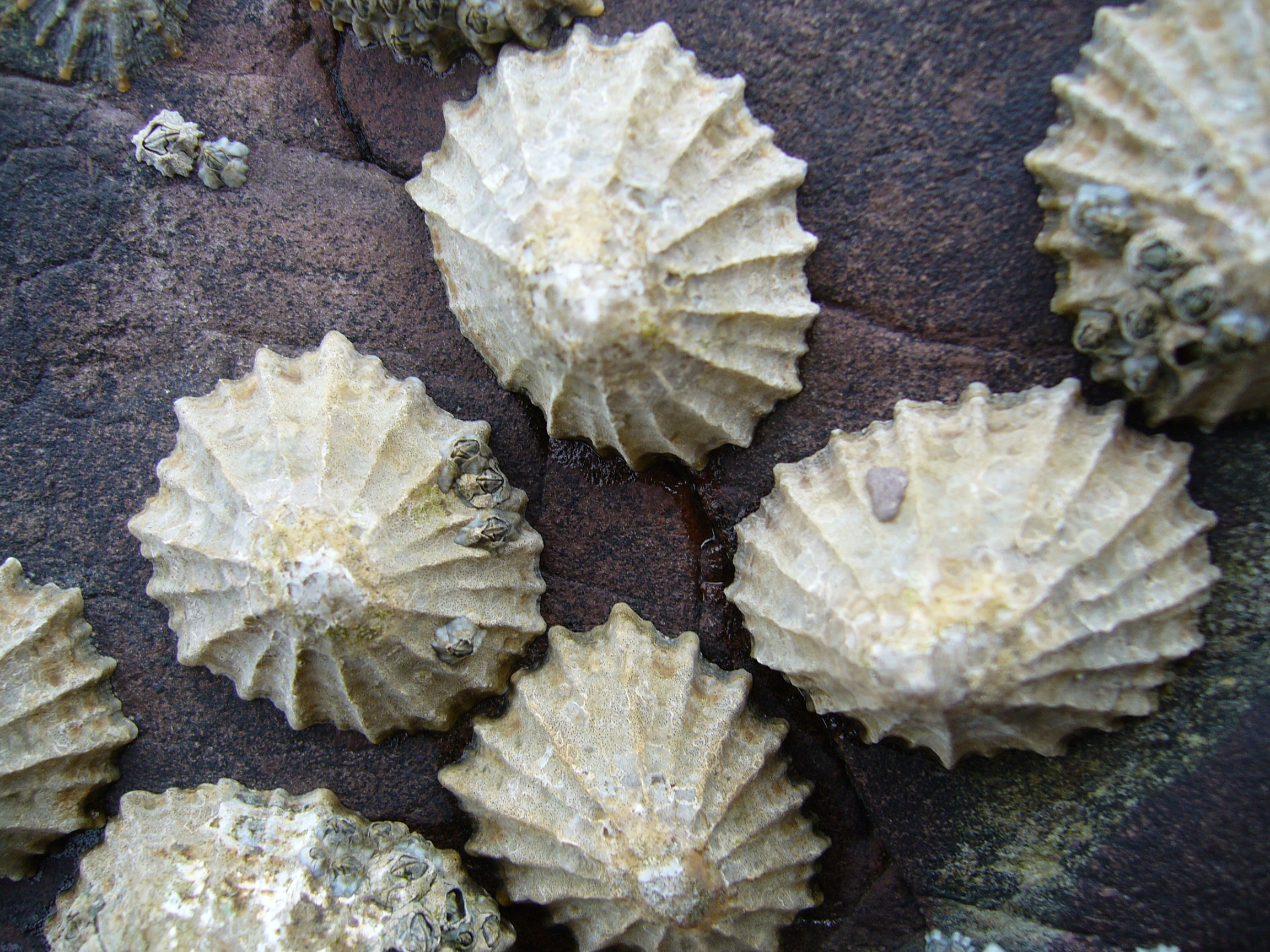